# Rugoloa
Rugoloa é um género de plantas com flores pertencentes à família Poaceae.
A sua distribuição nativa vai do México ao sul da América Tropical.
Espécies:
- Rugoloa hylaeica (Mez) Zuloaga
- Rugoloa pilosa (Sw.) Zuloaga
- Rugoloa polygonata (Schrad.) Zuloaga